# Puebla del Brollón
Puebla del Brollón (galicisk: A Pobra do Brollón) er en by og kommune i det nordvestlige Spanien i provinsen Lugo. Den har et indbyggertal på 1.619 (2024) indbyggere.